# Azər Paşayev
Azər Ayazxan oğlu Paşayev – azerski zapaśnik startujący w stylu wolnym. Brązowy medalista akademickich MŚ w 2010. Zajął siódme miejsce w Pucharze Świata w 2010. Brązowy medalista ME juniorów w 2009 roku.